# Micomitra lapidoti
Micomitra lapidoti är en tvåvingeart som beskrevs av Zaitzev 1999. Micomitra lapidoti ingår i släktet Micomitra och familjen svävflugor.
Artens utbredningsområde är Israel. Inga underarter finns listade i Catalogue of Life.